# Parti ouvrier français
Der Parti ouvrier français (POF, deutsch Französische Arbeiterpartei) war eine von 1882 bis 1902 existierende Partei in Frankreich.
1882 als Parti ouvrier (PO, deutsch Arbeiterpartei) gegründet nahm sie 1893 ihren bis 1902 gültigen Namen an.

## Geschichte
Die POF wurde 1882 von Jules Guesde und Paul Lafargue, dem Schwiegersohn von Karl Marx, unter dem Namen Parti ouvrier gegründet. Sie war eine Abspaltung der ein Jahr zuvor ins Leben gerufenen Fédération des travailleurs socialistes de France (FTSF, deutsch Föderation der sozialistischen Arbeiter Frankreichs), deren Kurs Guesde und Lafargue für zu reformistisch hielten. Sie vertraten demgegenüber einen revolutionären Marxismus.
1893 benannte sich die Partei in Parti ouvrier français um.
1902 fusionierte der POF mit dem blanquistischen Parti socialiste révolutionnaire (PSR, deutsch Revolutionäre Sozialistische Partei) zur Parti socialiste de France (PSdF, deutsch Sozialistische Partei Frankreichs).
1905 vereinigte sich die PSdF auf Druck der Zweiten Internationale mit dem reformistischen Parti socialiste français (PSF, deutsch Sozialistische Französische Partei) zur Section française de l’Internationale ouvrière (SFIO, deutsch Französische Sektion der Arbeiter-Internationale).
Ihre Hochburgen hatte die Partei in den Départements Nord, Pas-de-Calais und Allier.

## Bekannte Mitglieder
Neben Jules Guesde und Paul Lafargue waren Marcel Cachin, Georges Vacher de Lapouge und Hubert Lagardelle bekannte Mitglieder des POF.